# (5043) Zadornov
(5043) Zadornov (1974 SB5) – planetoida z grupy pasa głównego asteroid okrążająca Słońce w ciągu 5,49 lat w średniej odległości 3,11 j.a. Odkryta 19 września 1974 roku.